# Guyot-Gletscher
Der Guyot-Gletscher ist ein Gletscher im US-Bundesstaat Alaska. Er befindet sich im Wrangell-St.-Elias-Nationalpark etwa 130 km nordwestlich der Siedlung Yakutat.

## Geografie
Der Guyot-Gletscher hat sein Nährgebiet an der Nordflanke der Robinson Mountains, einem Gebirgszug an der Pazifikküste im äußersten Osten der Chugach Mountains. Von dort strömt er in östlicher Richtung und mündet südlich der Guyot Hills in die Icy Bay. Im Norden grenzt er an den Yahtse-Gletscher. Der Guyot-Gletscher bildet zwei Gletscherzungen aus, die bis ans Meer reichen. Der Gletscher bedeckt eine Fläche von etwa 470 km². Die Längsausdehnung in West-Ost-Richtung beträgt 24 km, in Nord-Süd-Richtung misst er 16 km.

## Gletscherentwicklung
Der Guyot-Gletscher zog sich im 20. Jahrhundert stark zurück. Dabei wurde er von der Gletscherzunge des Yahtse-Gletschers getrennt.

## Namensgebung
Benannt wurde der Gletscher 1886 von einer Alaska-Expedition nach Arnold Henri Guyot (1807–1884), einem schweizerisch-US-amerikanischen Naturforscher und Geographen.